# Josep Maria Badia i Mateu
Josep Maria Badia i Mateu   (Puigpelat, 30 de setembre de 1912 - Barbastre, 15 d'agost de 1936) fou un religiós claretià. És venerat com a beat per l'Església Catòlica.
Als 11 anys va ingressar al col·legi claretià de Cervera. Després continuà els seus estudis a Vic i Barbastre. A l'inici de la Guerra civil espanyola, fou executat, juntament amb els seus companys de comunitat, per milicians anarquistes. En el moment de la mort havia estat ordenat de lector.
El 25 d'octubre de 1992 fou beatificat pel Papa Joan Pau II.